# Новоминский уезд
Новоминский уезд — административная единица в составе Варшавской губернии Российской империи, существовавшая c 1837 года по 1919 год. Административный центр — город Ново-Минск.

## История
Уезд образован в 1837 году в составе Мазовецкой губернии. С 1844 года — в Варшавской губернии. В 1919 году преобразован в Миньский повят Варшавского воеводства Польши.

## Население
По переписи 1897 года население уезда составляло 94 471 человек, в том числе в городе Ново-Минск — 9286 жит., в безуездном городе Калушин — 8737 жит.

### Национальный состав
Национальный состав по переписи 1897 года:
- поляки — 71 804 чел. (76,0 %),
- евреи — 17108 чел. (18,1 %),
- русские — 2815 чел. (3,0 %),
- немцы — 1550 чел. (1,6 %),

## Административное деление
В 1913 году в состав уезда входило 16 гмин: 
| - Вёнзовна — с. Вёнзовна, - Глинанка — с. Глинанка, - Дембе-Вельке — с. Пустельник, - Ивове — с. Ивове, - Кольбель — пос. Кольбель, - Куфлев — с. Воля-Рафаловская, - Ладзын — с. Ладзын, - Луковец — пос. Лятович, | - Лятович — пос. Лятович, - Минск — гор. Ново-Минск, - Отвоцк — пос. Карчев, - Станиславов — пос. Станиславов, - Сенница — пос. Сенница, - Хрусцице — з. гор. Калушин, - Цеглов — пос. Цеглов, - Якубов — с. Якубов. |